# Xerocrassa claudiconus
Xerocrassa claudiconus is een slakkensoort uit de familie van de Hygromiidae. De soort is endemisch op de eilanden Gavdos en Gavdopoula in Griekenland.
De wetenschappelijke naam Xerocrassa claudiconus is voor het eerst geldig gepubliceerd in 1998 door Hausdorf & Welter-Schultes.